# Jan Willem Pieneman
Jan Willem Pieneman (ur. 4 listopada 1779 w Abcoude w prowincji Utrecht, zm. 8 kwietnia 1853 w Amsterdamie) – holenderski malarz i pedagog.

## Życiorys
Od 1820 dyrektor Królewskiej Akademii Sztuk Pięknych w Amsterdamie. W latach 1844–1847 dyrektor Nationale Kunst-Gallerij (obecnie Rijksmuseum). Malował realistyczne portrety i obrazy przedstawiające wydarzenia z historii Królestwa Zjednoczonych Niderlandów. Był opiekunem i mentorem młodych artystów, jego uczniem był m.in. Jozef Israëls.
Najbardziej znanym dziełem artysty jest wielki obraz Bitwa pod Waterloo z 1824, na którym uwiecznił 70 historycznych postaci.

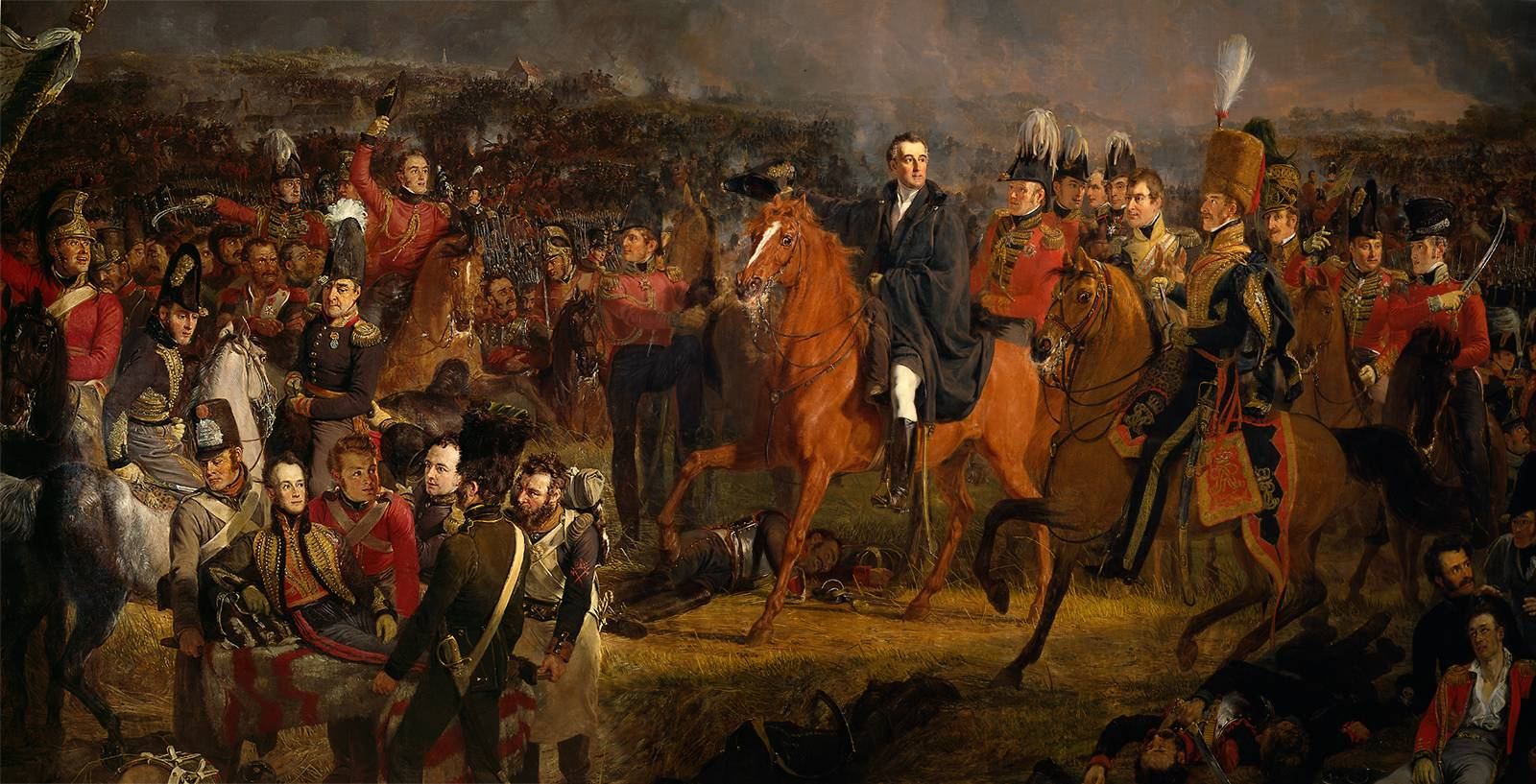
Bitwa pod Waterloo, 1824, Rijksmuseum, Amsterdam